# Coșna
Coșna es una comuna ubicada en el distrito de Suceava, Rumania.

## Superficie
Posee una superficie de 208,3 kilómetros cuadrados.

## Demografía
Hasta 2021 la población era de 1366 habitantes, con una densidad de población de 6,558 habitantes por kilómetro cuadrado.